# Hold It Now, Hit It
«Hold It Now, Hit It» es una canción de la banda estadounidense de hip hop Beastie Boys, publicado en abril de 1986 como el primer sencillo de su álbum debut Licensed to Ill. También apareció una versión remezclada para el álbum New York State of Mind.

## Video musical
El video está dirigido por Peter Dyer Dougherty. En el, muestra a los tres raperos haciendo playback, improvisando y bailando en una acera frente a una lente ojo de pez y directamente hacia ella, intercalado con escenas de ellos en el escenario y de gira.

## Lista de canciones

### 7"
1. «Hold It Now, Hit It» - 3:30
2. «Hold It Now, Hit It» (A cappella) - 3:20

### 12"
1. «Hold It Now, Hit It» - 3:30
2. «Hold It Now, Hit It» (Instrumental) - 3:30
3. «Hold It Now, Hit It» (A cappella) - 3:20

## Posicionamiento en listas
| Listas (1986)                                       | Posición |
| --------------------------------------------------- | -------- |
| Estados Unidos (Hot Dance Music/Maxi-Singles Sales) | 41       |
| Estados Unidos (Hot R&B/Hip-Hop Songs)              | 55       |